# Walter Zapp
Walter Zapp   (Riga, 22 d'agost de 1905 (Julià) - Binningen, 17 de juliol de 2003) va ser un inventor alemany del Bàltic. La seva creació més coneguda va ser la càmera subminiatura Minox. Al llarg de la seva vida, se li van concedir més de 60 patents.

## Biografia

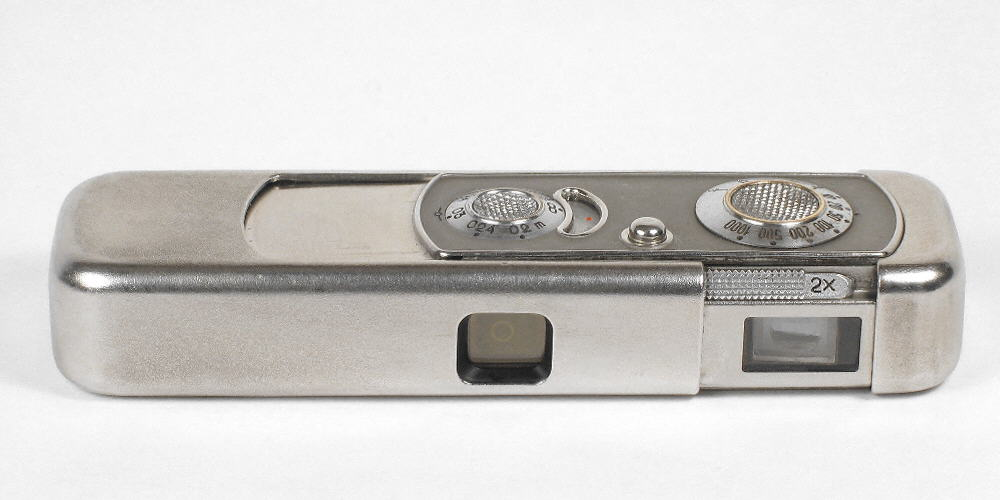
Càmera Minox Riga fabricada per VEF

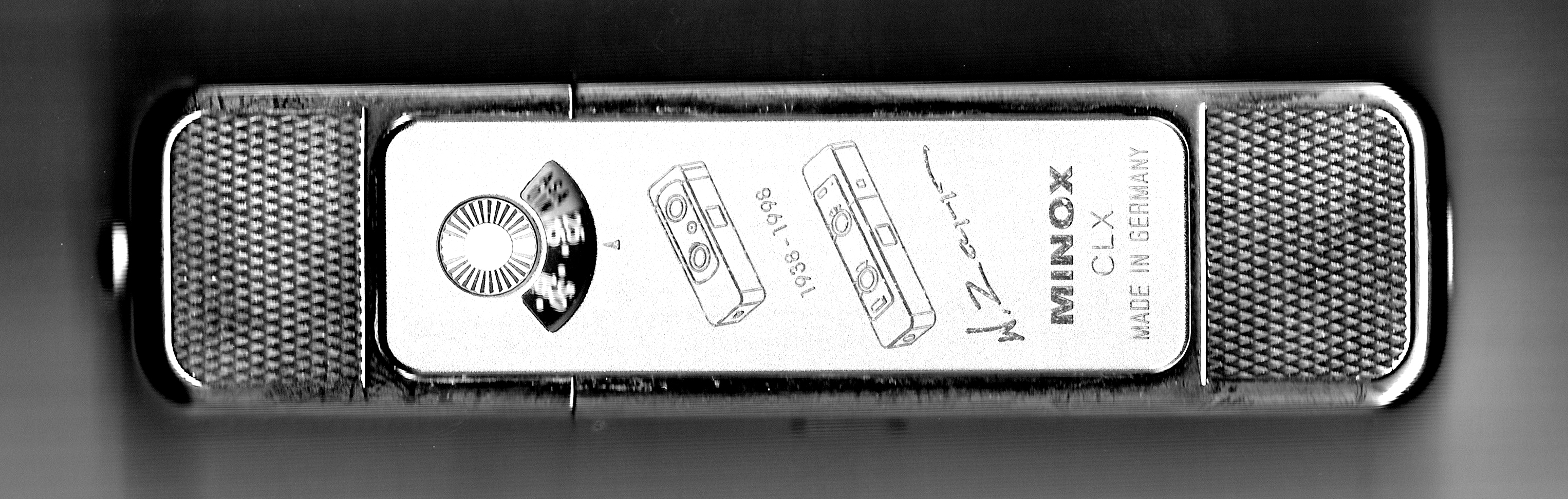
Càmera Minox CLX d'edició limitada, amb signatura Walter Zapp

Zapp va néixer a Riga, governació de Livònia (actual Letònia) d'una mare alemanya bàltica i un pare britànic. El 1932, mentre vivia a Estònia, va començar a desenvolupar l'aleshores càmera subminiatura creant primer models de fusta, la qual cosa va donar lloc al primer prototip el 1936. Va ser introduït al mercat l'any 1938. Les càmeres Minox van ser fabricades per VEF (Valsts Elektrotehniskā Fabrika) a Letònia. VEF va fabricar 17.000 càmeres Minox.
Durant el reassentament dels alemanys del Bàltic a la primavera de 1941, Zapp es va traslladar a Alemanya. De 1941 a 1945, va treballar en el desenvolupament de la microscòpia electrònica a l'AEG de Berlín.
Després de la Segona Guerra Mundial, el 1945, va fundar la Minox GmbH a Wetzlar, Alemanya. L'empresa encara existeix.
L'any 2001, quan va anar a Letònia per darrera vegada, va dir que havia anat a celebrar el seu 100 aniversari a Letònia. Va morir als 97 anys, a Binningen, prop de Basilea, Suïssa.

## Patents
El disseny innovador i les solucions tècniques de la càmera de Zapp es van patentar arreu del món. VEF va rebre 66 patents a 18 països per a les invencions de Zapp. A la dècada del 1960, Zapp va ser nomenat inventor en diverses patents concedides a Minox GmbH per a millores i modificacions d'una càmera subminiatura. A principis de la dècada del 1990, Zapp va patentar el seu últim invent, el telescopi de butxaca Minox T8.

## Publicacions
Walter Zapp (en alemany) Physikalische Blätter, 1, 9, 1944, pàg. 138–140. DOI: 10.1002/phbl.19440010907 [Consulta: free].

## Premis i honors
L'any 2001, Walter Zapp va rebre un doctorat honoris causa de l'Acadèmia de Ciències de Letònia i va ser condecorat amb l’Ordre de la Creu de Terra Mariana pels seus serveis especials a la República d'Estònia. Eesti Post va emetre un segell postal d'Europa l'any 1994 per commemorar Walter Zapp i la seva invenció patentada (patent estònia núm. 2628), la càmera subminiatura Minox.